# 金崎廉太朗
金崎 廉太朗（かなざき れんたろう、1996年4月11日 - ）は、トップキュウシュウAルリーロ福岡に所属するラグビー選手。

## プロフィール
- 高知県出身[1]。
- ポジションはスタンドオフ(SO)、ウィング(WTB)、フルバック(FB)。
- 身長 178cm、体重 86kg

## 略歴
2015年、土佐塾高校卒業後、筑波大学に入る。
2019年、筑波大学卒業後、三菱重工相模原ダイナボアーズに加入。
2022年、ルリーロ福岡選手スコッドに選ばれた。同年9月18日に行われたトップキュウシュウA第1節FFGブルーグルーパーズ戦にて先発出場で公式戦初出場を果たした。
2023年1月、コリアスーパーラグビーリーグのポスコ建設に派遣された。